# 狐狸湾

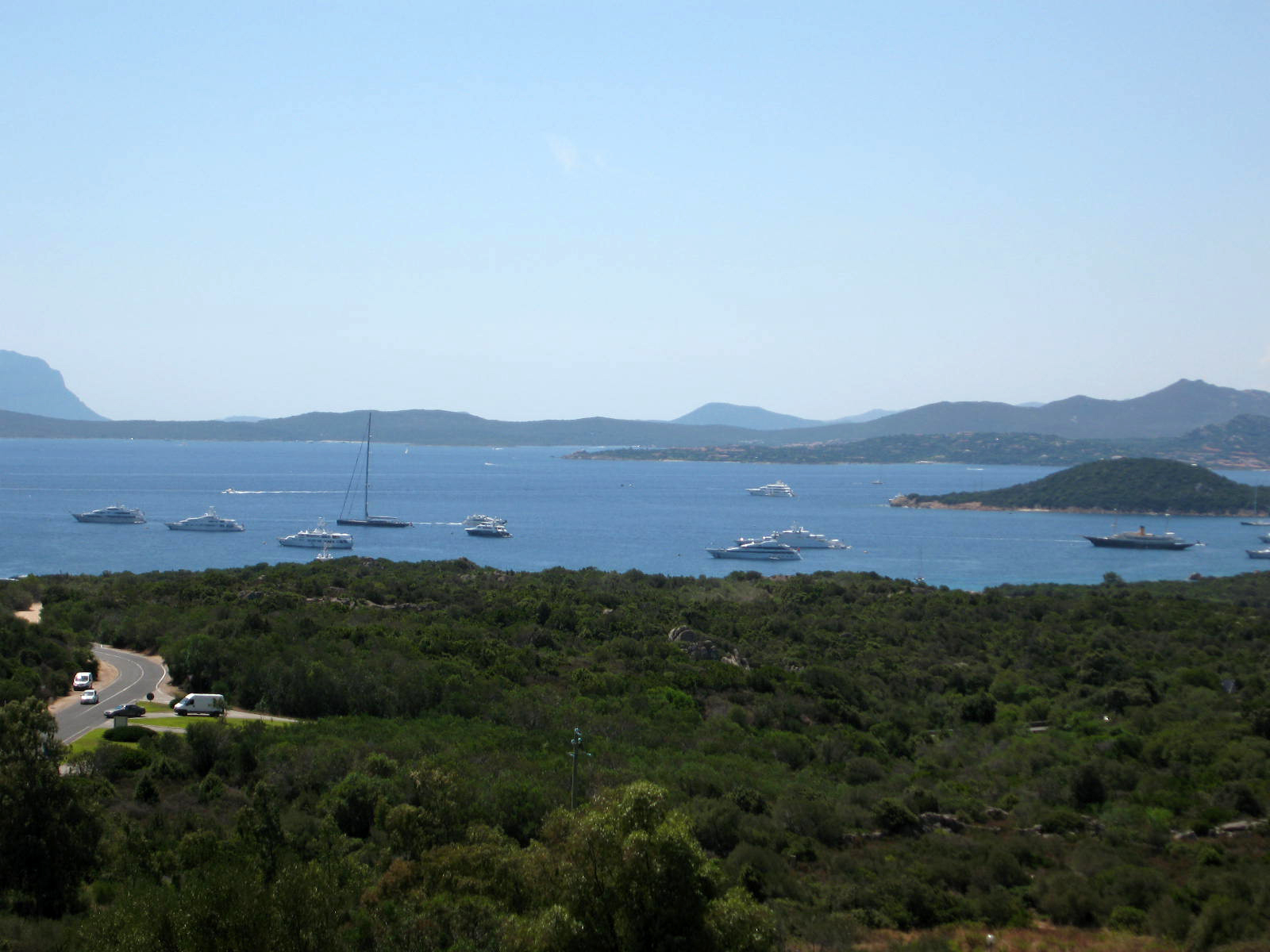
狐狸灣

狐狸湾（義大利語：Cala di Volpe）是義大利薩丁尼亞島的一個海灣，該海灣位於薩丁尼亞島東北部薩薩里省的阿尔扎凯纳市镇。狐狸湾屬薩丁尼亞島翡翠海岸的一部分，是一處天然良港，同時該地也是一個度假勝地，擁有狐狸灣酒店等多家酒店，另有小艇供遊客出租。
詹姆士·龐德系列影片『007:海底城』曾在此取景。
41°05′38″N 9°32′20″E / 41.094°N 9.539°E